# 中式蛋餅
蛋餅是在台灣早餐店常見的早餐之一，將雞蛋加入多种植物粉混合而成的麵皮，還有鹽、葱花、韭菜等煎成餅狀。
另外也有將蛋汁打好加入蔥花後澆在麵團揉成的麵餅皮上。有時候會加入如火腿、起司、蔬菜、鮪魚等食材，然後淋上番茄醬、醬油、醬油膏、甜辣醬或辣椒醬等調味料食用。不過因為加熱過程會用到油，容易因蛋餅皮吸油而造成熱量過高。

## 種類
依餅皮製作方式不同，在台灣一般可分為粉漿蛋餅和餅皮蛋餅。
- 餅皮蛋餅：餅皮較為固定，是將小麥粉、糯米粉、水、鹽、油脂混合而成的麵糊，經過短時間發酵後桿開成餅皮。
- 粉漿蛋餅：餅皮是以小麥粉為主，為了有彈性口感和透明度，會加入玉米澱粉、木薯粉混合，加較多的水調和成麵糊攤在鐵板上，口感會依使用的粉、水比例不同而改變。

## 歷史
蛋餅起源於蔥油餅，國民政府遷台後外省人為台灣帶來了麵食文化，一開始只是在蔥油餅中加蛋，後來出現了免揉麵的粉漿版本，以麵粉、太白粉和番薯粉調製成粉漿，1994年出現了工廠量產的蛋餅皮，促進了蛋餅的普及化，但口感已和蔥油餅有差異，更加輕盈柔韌。

## 口味
原味蛋餅一般是指加蔥花的蛋餅。其它常見口味如：火腿、起司、培根、玉米、蔬菜、薯餅、肉鬆、鮪魚等，口味十分多樣。有些配料會與蛋液混和後一起加熱，有些口味的配料則不另外烹調，放在煎好的蛋餅皮上再摺起來即可。配料通常包在摺疊的餅皮內。由於蛋餅可以包入多種餡料，也有店家發揮創意，將肉粽包在蛋餅裡販售。
醬料可依個人喜好搭配，常見的醬料有：番茄醬、醬油膏、甜辣醬、辣椒醬等。
- 鮪魚蛋餅
- 猪里脊肉蛋餅